# Gynoplistia erythrina
Gynoplistia erythrina är en tvåvingeart som beskrevs av Alexander 1930. Gynoplistia erythrina ingår i släktet Gynoplistia och familjen småharkrankar. Inga underarter finns listade i Catalogue of Life.